# バシラス科
バシラス科（Bacillaceae）は、グラム陽性の真正細菌の科である。従属栄養生物で棒状の細菌で、芽胞を産生することもある。この科の属で運動性を持つものは、周毛性の鞭毛によって特徴付けられる。いくつかの桿菌は好気性であり、他のものは通性嫌気性生物または厳密な偏性嫌気性生物である。大部分は病原性ではないが、バシラス属の菌はヒトに病気を引き起こすことがあること知られている。

## グラム可変細胞壁
Filobacillus、Lentibacillus及びHalobacillusのようにグラム陰性菌であったりグラム陽性菌として細胞壁が染色されることが知られている。

## 命名法
バシラス綱のようにこの科に類する種は、時には口語的に識別されることがある。しかし、この用語は、バシラス綱、バシラス目、バシラス科及びバシラス属を区別しないので、不明瞭な名前である。